# Dolicholobium glabrum
Dolicholobium glabrum är en måreväxtart som beskrevs av M.E. Jansen. Dolicholobium glabrum ingår i släktet Dolicholobium och familjen måreväxter. Inga underarter finns listade i Catalogue of Life.